# Пескозансонеско
Пескозансонеско (італ. Pescosansonesco) — муніципалітет в Італії, у регіоні Абруццо, провінція Пескара.
Пескозансонеско розташоване на відстані близько 125 км на схід від Рима, 45 км на схід від Л'Аквіли, 37 км на південний захід від Пескари.
Населення — 518 осіб (2014).

## Демографія
Населення за роками:

Станом на 1 січня 2023 року в муніципалітеті офіційно проживало 37 іноземців з 10 країн, серед них 24 громадяни країн Євросоюзу та 1 громадянин України.

## Сусідні муніципалітети
- Буссі-суль-Тірино
- Капестрано
- Кастільйоне-а-Казаурія
- Корвара
- П'єтраніко